# Armoriale dei comuni della città metropolitana di Firenze

Stemma della Città metropolitana di Firenze

Questa pagina contiene le armi (stemmi e blasonature) dei comuni della città metropolitana di Firenze (ex provincia di Firenze).
| Stemma                                                                  | Comune e blasonatura | Gonfalone                        |
| ----------------------------------------------------------------------- | --- | -------------------------------- |
| Stemma in uso fino al 1985                                              | Bagno a Ripoli D'azzurro, al leone d'oro, impugnante con le branche anteriori un mazzo di cinque fiori di rosso, gambuti e fogliati di verde, appoggiante la zampa destra posteriore su una balestra rovesciata in banda d'argento. Il leone è sormontato dalla tiara e dalle chiavi papali, addestrate da una stella d'oro, raggiata di otto D.P.R. del 18 marzo 1985 Gonfalone: Drappo partito di giallo e d'azzurro riccamente ornato di ricami d'argento e caricato dello stemma comunale con la iscrizione centrata in argento: Comune di Bagno a Ripoli Gonfalone in uso fino al 1985: Drappo d'azzurro… | Gonfalone in uso fino al 1985    |
|                                                                         | Barberino di Mugello D'azzurro, alla testa barbuta d'uomo al naturale posta di faccia D.P.C.M. del 15 marzo 1951 Gonfalone: Drappo di colore rosso, riccamente ornato di ricami d'argento e caricato dello stemma con l'iscrizione centrata in argento "Comune di Barberino di Mugello" D.P.R. del 25 giugno 1952 |                                  |
|                                                                         | Barberino Tavarnelle |                                  |
|                                                                         | Borgo San Lorenzo D'azzurro, al San Lorenzo di carnagione, in maestà, aureolato d'oro, capelluto di nero, con i piedi ignudi poggianti sulla parte mediana della pianura di verde, vestito col camice d'argento e con la dalmatica di rosso, bordata e ornata d'oro, tenente con la mano destra la palma di verde, posta in sbarra curvata, e con la mano sinistra la graticola manicata all'insù, di nero, fermata da quattro ferri verticali e sei ferri orizzontali, posta in palo, fondata sulla pianura, con i quattro sostegni in prospettiva. Ornamenti esteriori da Città. D.P.R. n. 4785 del 16 novembre 1988 Gonfalone: Drappo troncato di verde e di rosso… |                                  |
|                                                                         | Calenzano Di rosso, al leone d'oro, accompagnato nell'angolo destro del capo da un giglio di Firenze dello stesso D.C.G. del 9 luglio 1931 Gonfalone: Drappo di azzurro… |                                  |
|                                                                         | Campi Bisenzio Di rosso, al levriero rampante d'argento, collarinato d'azzurro Gonfalone: Drappo di rosso, caricato dello stemma sopradescritto, con la scritta d'oro Comune Campi Bisenzio" su due righe in capo e in punta |                                  |
|                                                                         | Capraia e Limite Partito: nel primo, d'oro al capro di nero, saliente; nel secondo, troncato di azzurro e di verde erboso, al vecchio, capelluto e barbuto di argento, di carnagione, semirivoltato, i fianchi coperti dal panno bruno al naturale, posto a destra, seduto sul muro di pietre grigie al naturale, fondato in punta e uscente dalla linea di partizione, esso muro cimato dall'orcio di terracotta al naturale, coricato, con acqua fluente al naturale sul muro fino alla punta, il vecchio poggiante il braccio destro sull'orcio, e tenente con la mano sinistra il bastone ansato, di nero; con la testa attraversante parzialmente sull'azzurro, la testa, la spalla e il braccio sinistro attraversanti parzialmente sulla parte inferiore dell'obelisco di argento, murato di nero, visto di spigolo, cimato dalla palla d'argento, fondato sul verde erboso, attraversante sull'azzurro. Ornamenti esteriori da Comune Stemma antico: partito: nel primo alla pianura erbosa e seduto sopra di esso un vecchio, di carnagione, rivoltato, tenente la mano destra appoggiata ad un orcio dal quale sgorga un fiume, accostato da una pietra di confine; nel secondo, d'argento, alla capra saliente, al naturale Gonfalone: Drappo partito di azzurro e di giallo, riccamente ornato di ricami d'argento e caricato dallo stemma sopra descritto con l'iscrizione centrata in argento, recante la denominazione del Comune (si noti che lo stemma caricato sul gonfalone è quello antico) |                                  |
|                                                                         | Castelfiorentino D'argento al giglio rosso fiorentino D.C.G. del 21 novembre 1934 Gonfalone: Drappo di colore bianco, riccamente ornato di ricami d'argento e caricato dello stemma comunale con l'iscrizione centrata in argento "Comune di Castelfiorentino" R.D. dell'8 marzo 1937 |                                  |
|                                                                         | Cerreto Guidi D'oro, al cerro sradicato al naturale Gonfalone: Drappo partito di giallo e di verde |                                  |
|                                                                         | Certaldo Partito: al primo, d'argento alla cipolla sradicata col bulbo, le radici e le foglie al naturale; al secondo, di rosso D.P.C.M. del 6 marzo 1953 Gonfalone: Drappo partito di bianco e di rosso, riccamente ornato di ricami d'argento e caricato dello stemma comunale, con l'iscrizione centrata in argento "Comune di Certaldo" D.P.R. del 10 aprile 1954 |                                  |
| Stemma presente sul gonfalone Stemma attribuito nell 1864 dal Passerini | Dicomano Troncato: nel primo inquartato in croce di Sant'Andrea d'oro e d'azzurro, al leone al naturale; nel secondo d'azzurro, alla coppa d'oro; e sul tutto di Firenze che è d'argento al giglio aperto e bottonato di rosso. Stemma antico: troncato: nel primo inquartato in croce di Sant'Andrea d'argento e di rosso, l'argento caricato di un giglio di rosso; nel secondo d'azzurro alla coppa d'oro. Gonfalone: Drappo di verde… |                                  |
|                                                                         | Empoli Troncato semipartito: nel primo, d'azzurro alla facciata dell'antica Pieve di Empoli (per Empoli); nel secondo, d'azzuro alla pianta di vite pampinosa, al naturale, fruttata di tre, nodrita su un monte all'italiana di sei cime argento (per Monterappoli); nl terzo, d'azzurro al ponte di mattoni a due archi, sotto il quale scorre un fiume, e posto sopra una campagna di verde, sovrastante un castello con torre merlata, il tutto al naturale; il ponte sormontato a destra da un san Michele Arcangelo, volante da destra verso sinistra (per Pontorme) D.C.G. del 6 luglio 1928 |                                  |
|                                                                         | Fiesole D'argento, al crescente d'azzurro, sormontato da una stella di otto raggi di rosso. D.C.G. del 29 novembre 1942 Gonfalone: Drappo di bianco… D.P.R. dell'11 settembre 2001 | Gonfalone precedentemente in uso |
|                                                                         | Figline e Incisa Valdarno Gonfalone: Drappo di bianco alla bordura di rosso… D.P.R. del 26 agosto 2015 |                                  |
|                                                                         | Firenze Scudo ovato d'argento, al giglio aperto e bottonato di rosso. D.C.G. del 25 luglio 1929 Gonfalone: Drappo rettangolare, terminante nella parte inferiore a coda di rondine, di color bianco e misura centimetri 213 in senso verticale e centimetri 137 in senso orizzontale, in cui campeggia il giglio di rosso aperto e bottonato. Bandiera: Drappo di bianco caricato del giglio fiorentino… |                                  |
|                                                                         | Firenzuola Partito. Il primo d'argento al mezzo giglio bottonato e bocciolato di rosso. Il secondo pure d'argento alla mezza croce di rosso. Ornamenti esteriori di Comune. D.C.G. del 23 giugno 1929 Gonfalone: Drappo partito di bianco e di rosso… |                                  |
|                                                                         | Fucecchio Troncato d'argento e di nero, al leone dall'uno all'altro, linguato di rosso, afferrante con la zampa anteriore sinistra la sferza di nero, posta in palo, munita di tre funicelle, sventolanti in fascia, ciascuna provvista di tre sferette di piombo, dello stesso. Ornamenti esteriori del comune. D.P.R. del 2 dicembre 1988 Stemma antico: Troncato d'argento e di nero, al leone dell'uno nell'altro, sostenente un'asta caricata di tre nastri di nero. |                                  |
|                                                                         | Gambassi Terme Di rosso, al castello di tre torri, aperto di nero posto sull'acqua corrente. Gonfalone: Drappo di bianco… |                                  |
|                                                                         | Greve in Chianti Spaccato, d'azzurro e d'oro; l'azzurro caricato da un agnello pasquale passante d'argento. Gonfalone: Drappo di azzurro… |                                  |
|                                                                         | Impruneta D'argento, alla croce di calvario di rosso, posta sopra un monte all'italiana di tre cime 2, 1, di verde, movente dalla punta; capo d'azzurro a tre pigne pendenti d'oro, ordinate in fascia. R.D. del 2 luglio 1931 Gonfalone: Drappo di colore azzurro, riccamente ornato di ricami d'argento e caricato dello stemma del comune con l'iscrizione centrata in argento: "Comune di Impruneta". R.D. del 2 luglio 1931 |                                  |
|                                                                         | Lastra a Signa D'argento, ha i due scaglioni di rosso che simboleggiano le squadre dello scalpellino. Ornamenti esteriori da Comune. Gonfalone: Drappo di rosso, riccamente ornato di ricami d'argento e caricato dallo stemma con la iscrizione centrata in argento, recante la denominazione del Comune. Le parti di metallo ed i cordoni saranno argentati. L'asta verticale sarà ricoperta di velluto rosso, con bullette argentate poste a spirale. Nella freccia sarà rappresentato lo stemma del Comune e sul gambo inciso il nome. Cravatta con nastri tricolorati dai colori nazionali frangiati d'argento. D.P.R. del 7 marzo 2005 |                                  |
|                                                                         | Londa D'azzurro, allo scaglione d'argento, caricato di tre rose di rosso, e attraverso da una banda ondata d'oro. Gonfalone: drappo di azzurro… |                                  |
|                                                                         | Marradi D'azzurro, alla torre di due palchi di argento, murata di nero, merlata alla guelfa il palco inferiore di sette, quello superiore di cinque, fondata sulla pianura di verde, essa torre aperta del campo, finestra di rosso, nel palco superiore, sormontata dal Giglio di Firenze d'oro, privo di filamenti laterali, con i petali centrali nell'atto di schiudersi e racchiudenti filamenti di rosso, al tutto sinistrato dal leone d'oro, linguato e armato di rosso, poggiante la zampa posteriore sinistra sul merlo laterale a sinistra del palco inferiore, la zampa posteriore destra sulla parete del palco superiore, la zampa anteriore sinistra sui due merli laterali a sinistra del palco superiore, la zampa anteriore destra sul petalo sinistro del giglio. Stemma antico: d'azzurro, al castello di rosso aperto del campo, merlato alla ghibellina, torricellato di un pezzo dello stesso, accompagnato in capo da un giglio d'oro e sinistrato da un leone pure d'oro controrampante alla torricella. Gonfalone: drappo di azzurro… |                                  |
|                                                                         | Montaione D'argento alla cerva rampante al naturale. D.C.G. del 5 febbraio 1937 Stemma antico: d'argento, al cervo saliente d'oro (sembra più appropriato del precedente, viste le corna dell'animale). Gonfalone: Drappo di azzurro… |                                  |
|                                                                         | Montelupo Fiorentino D'azzurro, al lupo di nero rampante sul gruppo di sei monti d'oro, posato sulla campagna di verde, accompagnato nel cantone destro del capo, da un giglio fiorentino del terzo. D.C.G. del 22 ottobre 1936 Gonfalone: drappo di rosso… |                                  |
|                                                                         | Montespertoli Di rosso, a due chiavi addossate, quella di destra d'argento, quella di sinistra d'oro, legate da un cordone, terminante in una nappa d'azzurro, accompagnata in punta a destra da un giglio d'oro, a sinistra da una stella d'otto raggi dello stesso. D.C.G. dell'8 febbraio 1937 |                                  |
|                                                                         | Palazzuolo sul Senio D'azzurro al castello d'argento, finestrato e murato di nero, chiuso con porta al naturale; ad un busto di donna uscente dal castello, fra due torri. Ornamenti esteriori da Comune. D.P.C.M. del 7 febbraio 1957 Gonfalone: Drappo partito di bianco e di azzurro, riccamente ornato di ricami d'argento e caricato dello stemma comunale con l'iscrizione centrata in argento: Comune di Palazzuolo sul Senio. D.P.R. del 15 aprile 1957 |                                  |
|                                                                         | Pelago Interzato in fascia: nel primo di nero al palo diminuito, d'argento, attraversato dalla torre di due palchi, di rosso, merlata alla ghibellina, cinque e cinque, aperta di argento, accompagnata nei fianchi da due stelle di otto raggi dello stesso; nel secondo e nel terzo, d'oro e di nero, al leone dell'uno all'altro, armato e linguato di rosso, attraversato nella parte superiore dal rastrello di quattro denti, di rosso, con la parte inferiore dei denti attraversante la partizione. Gonfalone: Drappo partito di rosso e di bianco riccamente ornato di ricami d'argento e caricato dello stemma sopra descritto con la iscrizione centrata in argento: Comune di Pelago. |                                  |
|                                                                         | Pontassieve Troncato: sopra di rosso, al castello d'argento, a due piani, merlato alla guelfa, aperto e finestrato di due di nero; sotto, d'argento, alla croce di rosso. D.C.G. del 24 ottobre 1928 |                                  |
|                                                                         | Reggello D'azzurro, all'orso d'oro, rivolto e passante sulla campagna al naturale, verso un leccio dello stesso, posto nel fianco sinistro e nutrito dalla campagna; accompagnato nel cantone destro del capo da una palla d'argento carica di una croce di rosso. D.C.G. del 20 febbraio 1935 Gonfalone: Drappo di colore azzurro, ornato di ricami d'argento e caricato dello stemma comunale, con l'iscrizione centrata in argento: «Comune di Reggello». R.D. del 21 dicembre 1936 |                                  |
| Stemma precedentemente in uso                                           | Rignano sull'Arno D'argento, alle tre corone all'antica di sette punte visibili, bene ordinate, di azzurro. Ornamenti esteriori da Comune. D.P.R. del 5 settembre 1995 Stemma precedentemente in uso: d'argento, a tre corone all'antica, d'oro. Gonfalone: Drappo trinciato di azzurro e di bianco, riccamente ornato di ricami d'argento e caricato dallo stemma sopra descritto con la iscrizione centrata in argento, recante la denominazione del Comune. Gonfalone precedentemente in uso: Drappo di bianco… | Gonfalone precedentemente in uso |
| Stemma in uso fino al 1987                                              | Rufina Partito: nel primo di rosso a due chiavi d'oro affiancate, poste in palo con gli ingegni all'ingiù, volti verso i fianchi dello scudo con le impugnature legate con laccio d'oro formante un cerchio nel quale è racchiusa la lettera T dello stesso; nel secondo d'oro a due tralci di vite fruttati di quattro, di azzurro decussati e ridecussati. D.P.R. n. 3070 del 4 giugno 1977 Gonfalone: Drappo di colore azzurro riccamente ornato di ricami d'argento. D.P.R. del 4 giugno 1987 Stemma concesso nel 1927: partito: nel primo di rosso a due chiavi d'oro affiancate, poste in palo con gli ingegni all'ingiù, volti verso i fianchi dello scudo con le impugnature legate con laccio d'oro formante un cerchio nel quale è racchiusa la lettera T dello stesso; nel secondo d'oro a due tralci di vite fruttati di quattro, di azzurro decussati e ridecussati. Stemma antico: partito: nel primo, d'azzurro, a tre spighe di grano al naturale, legate con un nastro d'argento; nel secondo, d'oro a due tralci di vite, fruttati di quattro, al naturale, decussati e ridecussati, con una stella d'azzurro in alto sulla partitura. R.D. del 13 ottobre 1927 (in quell'occasione alla comunità di Rufina fu concesso l'uso di uno stemma che conteneva un'aquila nella parte destra dello scudo. L'aquila venne poi sostituita dalle spighe) |                                  |
|                                                                         | San Casciano in Val di Pesa Di rosso, al castello merlato, torricellato di due d'argento, aperto e finestrato del campo, murato di nero. D.C.G. del 17 giugno 1929 Gonfalone: Drappo rettangolare di stoffa di colore rosso, terminato nella parte inferiore a tre bandoni a forma di vaio irregolare, il centrale più lungo, ornato di ricami di argento e caricato dello stemma sopra descritto, sormontato dall'iscrizione centrata in argento "Comune di San Casciano Val di Pesa". D.C.G. del 17 giugno 1929 |                                  |
|                                                                         | San Godenzo Scudo su campo azzurro contenente nella parte superiore croce bianca su campo rosso, nella parte inferiore diviso verticalmente in tre settori di colore celeste, bianco con giglio fiorentino dorato, e rosso, sormontato da una corona raffigurante una torre merlata, adornato nella parte inferiore con serto di olivo e di quercia legati con nastro rosso. Art. 6 Statuto Comunale approvato con D.C.C. n. 23 del 16 giugno 2000 (In linguaggio araldico: interzato in palo: di azzurro, d'argento al giglio di Firenze d'oro, e di rosso; al capo di Savoia (di rosso alla croce d'argento). Ornamenti esteriori da Comune). Gonfalone: drappo di azzurro… |                                  |
|                                                                         | Scandicci D'azzurro, alla casa al naturale, accostata da due torri merlate alla guelfa, il tutto sulla campagna al naturale; al canton franco d'argento al giglio di Firenze. Gonfalone: Drappo di bianco… |                                  |
|                                                                         | Scarperia e San Piero Trinciato: il primo, d’argento, al giglio di Firenze, di rosso; il secondo, di azzurro, alle due chiavi di san Pietro, poste in decusse, con gli ingegni all’ingiù, la chiave in sbarra d’oro, attraversante la chiave in banda, d’argento, esse chiavi legate dal cordone di rosso, posto in triangolo, con i capi riuniti dal fiocco all’ingiù, sormontate dalla tiara pontificia, d’argento, con le tre corone e la crocetta d’oro, con le infule pendenti in banda e in sbarra, d’oro, bordate d’argento. Ornamenti esteriori da Comune. D.P.R. del 22 aprile 2014 Gonfalone: Drappo di bianco alla bordatura trinciata di azzurro e di rosso… D.P.R. del 22 aprile 2014 |                                  |
|                                                                         | Sesto Fiorentino Partito di rosso e d'azzurro al compasso (sesto) d'oro con le punte rivolte in basso, posto sulla partitura. D.P.C.M. dell'11 agosto 1952 Gonfalone: Drappo di colore bianco, riccamente ornato di ricami d'argento e caricato dello stemma comunale con l'iscrizione centrata in argento "Comune di Sesto Fiorentino". D.P.R. del 26 marzo 1953 |                                  |
|                                                                         | Signa Campo di cielo, al ponte di tre archi, uscente dai fianchi, gli archi laterali visibili solo in parte e più esigui, fondato sullo specchio d'acqua, di azzurro, fluttuoso di argento, esso ponte visto in prospettiva, di argento, murato di nero e sostenente a sinistra tra i due archi la torre quadra, d'argento, murata di nero, vista in prospettiva, merlata alla guelfa con tre merli angolari visibili, e con sei merli visibili, tre e tre, essa torre con la porta volta a destra, di nero, sormontata dal giglio di Firenze, di rosso, finestrata di due di nero, nel lato privo di porta; il tutto sotto il capo di azzurro, seminato di gigli d'oro e caricato dal rastrello di cinque denti, di rosso, con la sola traversa orizzontale prolungata fino ai lembi dello scudo, i denti posti come nel rastrello non prolungato. Gonfalone: Drappo di bianco… |                                  |
|                                                                         | Vaglia D'azzurro, alle due chiavi con gli ingegni all'insù, muniti ciascuno di quattro intagli a croce; esse chiavi decussate, la chiave in banda d'oro, quella in sbarra, attraversata, d'argento, gli anelli trifogliati, legati con la cordicella di rosso, ornata con il fiocco dello stesso, posto in punta. Ornamenti esteriori da Comune. Alias: d'azzurro, a due chiavi d'oro e d'argento, poste in croce di Sant'Andrea, legate di rosso negli anelli. D.P.R. dell'11 ottobre 1999 Gonfalone: Drappo partito di bianco e di giallo, riccamente ornato di richiami d'argento e caricato dallo stemma sopra descritto con l'iscrizione centrata in argento, recante la denominazione del Comune. |                                  |
|                                                                         | Vicchio D'azzurro, al pino sradicato al naturale, con tre pigne d'oro, accostato da due stelle di otto raggi dello stesso. Ornamenti esteriori da Comune. D.C.G. del 28 maggio 1934 Gonfalone: Drappo di colore azzurro, riccamente ornato di ricami d'argento e caricato dello stemma sopra descritto con l'iscrizione centrata in argento "Comune di Vicchio. D.C.G. del 28 maggio 1934 |                                  |
| Stemma secondo blasonatura                                              | Vinci Troncato: nel primo, d'azzurro al castello d'argento; nel secondo, d'oro, a tre pali di rosso. Diploma autentico rilasciato dalla R. Deputazione sopra la nobiltà e cittadinanza di Toscana in data 9 giugno 1860 Gonfalone: Drappo di colore rosso, caricato dello stemma sopra descritto con l'iscrizione centrata in oro "Città di Vinci". | Gonfalone in uso precedentemente |

## Ex comuni
| Stemma | Ex Comune e blasonatura | Gonfalone |
| ------ | --- | --------- |
|        | Barberino Val d'Elsa (soppresso nel 2018 per unificarsi al comune Barberino Tavarnelle) D'azzurro, alla tigre rampante, al naturale. D.C.G. del 19 giugno 1931 Gonfalone: Drappo d'azzurro… |           |
|        | Brozzi (soppresso nel 1928) Di cielo, ai due aironi al naturale levati in volo sulla campagna palustre, arborinata al naturale. |           |
|        | Figline Valdarno (dal 2014 soppresso per la costituzione del comune di Figline e Incisa Valdarno) D'azzurro, al leone d'oro, tenente con le branche anteriori una bandierina bifida d'argento, svolazzante a sinistra, caricata del giglio rosso di Firenze, astata al naturale. D.C.G. del 10 settembre 1929 Gonfalone: Drappo di colore rosso, riccamente ornato di ricami d'argento e caricato dello stemma del comune con la iscrizione centrata in argento "Comune di Figline Valdarno". R.D. del 7 agosto 1931                                                       |           |
|        | Galluzzo (Soppresso nel 1928) D'oro, al gallo ardito di nero (sulla campagna di verde); talvolta è presente un giglio di rosso nel cantone in alto a destra dello scudo. |           |
|        | Incisa in Val d'Arno (dal 2014 soppresso per la costituzione del comune di Figline e Incisa Valdarno) Interzato in fascia: nel primo, di verde, con la scritta, in caratteri maiuscoli d'oro: DI TRE COLORI; nel secondo, d'argento alla branca d'orso, strappata, posta in fascia, al naturale, trapassata dalla freccia di nero, con la punta all'insù, posta in sbarra; nel terzo, di rosso, con la scritta, in caratteri maiuscoli d'oro: E D'UNA, nella prima riga, CONTENENZA, nella seconda riga.                                                                   |           |
|        | Legnaia (soppresso nel 1865) D'oro, al gallo ardito di nero, accompagnato da un pino al naturale nodrito sulla campagna di verde; capo d'argento, al giglio fiorentino di rosso. |           |
|        | Pellegrino (soppresso nel 1865) Di rosso, al pellegrino al naturale, movente sulla campagna di verde. |           |
|        | Rovezzano (soppresso nel 1865) |           |
|        | San Piero a Sieve (dal 2014 soppresso per la costituzione del comune di Scarperia e San Piero) D'azzurro, alle due chiavi di san Pietro, poste in decusse, la chiave d'argento in banda, la chiave d'oro, attraversante, in sbarra, con gli ingegni all'ingiù, legate dal cordone di rosso, posto in triangolo, con i capi riuniti dal fiocco all'ingiù, dello stesso, esse chiavi sormontate dalla tiara pontificia d'argento, con le tre corone e la crocetta d'oro, con le infule pendenti in banda e in sbarra, d'oro, bordate d'argento. Gonfalone: Drappo di bianco… |           |
|        | Scarperia (dal 2014 soppresso per la costituzione del comune di Scarperia e San Piero) D'argento, al giglio di Firenze. |           |
|        | Tavarnelle Val di Pesa D'azzurro, alla tigre rampante al naturale, alla fascia ondata d'argento, caricata del motto "Libertas", attraversante sulla tigre. |           |